# NSZ&WV Hydrofiel
De Nijmeegse Studenten Zwem- & Waterpolo Vereniging "Hydrofiel" is een studentensportvereniging in Nijmegen. De vereniging is opgericht op 29 juni 1972 en heeft ongeveer 137 leden die verdeeld zijn over zowel de waterpolotak en de zwemtak. De vereniging bestaat uit zeventig zwemmers die actief zijn bij Nederlandse Studenten Zwem Kompetities en zeventig waterpoloërs die in teamverband spelen in de Regio Oost, in de derde klasse bond(Heren I), in de tweede klasse district (Heren II) en in de vierde klasse district (Heren III). De dames komen sinds 2018 ook uit in de tweede klasse van de Regio Oost. 
Aquamania (Leiden) · Aquifer (Wageningen) · De Golfbreker (Groningen) · Hydrofiel (Nijmegen) · Nayade (Eindhoven) · Piranha (Enschede) · Ragnar (Rotterdam) · SPONS (Amsterdam) · Avalon (Tilburg) · Tiburon (Maastricht) · WAVE (Delft) · 't Zinkstuk (Utrecht)